# Helena Torres Marques
Helena de Melo Torres Marques, née le 8 mai 1941 à Lisbonne, est une femme politique portugaise.
Membre du Parti socialiste, elle siège à l'Assemblée de la République de 1983 à 1995 et au Parlement européen de 1994 à 2004.